# Dineutus horni
Dineutus horni är en skalbaggsart som beskrevs av Roberts. Dineutus horni ingår i släktet Dineutus och familjen virvelbaggar. Inga underarter finns listade i Catalogue of Life.